# (6748) Bratton
(6748) Bratton est un astéroïde de la ceinture principale.

## Description
(6748) Bratton est un astéroïde de la ceinture principale. Il fut découvert le 20 octobre 1995 à Kitt Peak par le projet Spacewatch. Il présente une orbite caractérisée par un demi-grand axe de 2,47 UA, une excentricité de 0,16 et une inclinaison de 4,1° par rapport à l'écliptique.

## Compléments